# Anything Goes (singel)
Anything Goes – utwór Cole’a Portera, pochodzący z broadwayowskiego musicalu Anything Goes z 1934 roku, następnie wykorzystany w wersji filmowej z 1936 i 1956 roku. W 2014 roku piosenka została nagrana w duecie Lady Gagi oraz Tony’ego Bennetta i stała się pierwszym singlem promocyjnym albumu Cheek to Cheek. 

## Tło i covery
21 listopada 1934 roku miała miejsce premiera musicalu Anything Goes na Broadwayu, którego autorem był Cole Porter. Sztuka opierała się na książkach: P.G. Wodehouse’a, Guya Boltona, Howarda Lindsaya, Russela Crouse’a, Timothy’ego Crouse’a oraz Johna Weidmana; i opowiadała o podróży statkiem asystenta maklera giełdowego. Piosenka „Anything Goes” była ostatnim utworem w pierwszym akcie sztuki, a jej wykonawczynią była Ethel Merman. Kompozycja pojawiła się również w filmie Anything Goes z 1936 roku i ponownie została zaśpiewana przez Merman. W wersji kinowej z 1956 roku utwór został wykonany przez Mitzi Gaynor.  
Utwór „Anything Goes” został wykonany przez wielu artystów. W 1956 piosenka została zaśpiewana przez Franka Sinatrę na potrzeby albumu studyjnego Songs for Swingin' Lovers!. W tym samym roku cover utworu znalazł się na płycie Ella Fitzgerald Sings the Cole Porter Song Book oraz Chris Connor. W 1959 piosenka została wykonana przez Tony’ego Bennetta i znalazła się na jego albumie Strike Up the Band. W 1966 Dave Brubeck wydał album Anything Goes! The Dave Brubeck Quartet Plays Cole Porter, który zawierał cover utworu. Piosenka była częścią ścieżki dźwiękowej do filmu Indiana Jones i Świątynia Zagłady oraz seriali Glee i Riverdale. 

## Wersja Lady Gagi i Tony’ego Bennetta

### Tło i kompozycja
Lady Gaga i Tonny Bennet po raz pierwszy współpracowali przy utworze „The Lady Is a Tramp”, który był drugim singlem promocyjnym albumu Duets II. We wrześniu 2012 Tony za pośrednictwem magazynu Rolling Stone poinformował, że planuje nagrać z wokalistką kolejny projekt muzyczny. Album zatytułowany Cheek to Cheek nagrywany był w 2013, a wydany został 19 września 2014. Krążek zajął pierwsze miejsce na liście Billboard 200 oraz otrzymał Nagrodę Grammy za Najlepszy tradycyjny jazz / pop album.   
Utwór „Anything Goes” w wersji Gagi i Bennetta został wydany, jako drugi singiel promujący płytę wykonawców, 29 lipca 2014. Utwór został wykonany w duecie z aranżacją fortepianu i trąbek, a warstwa liryczna utworu nie uległa zmianie. Okładka singla została stworzona przez fotografa Stevena Kleina. Producentem utworu jest Dae Bennett.

### Odbiór i występy na żywo
Wykonanie Lady Gagi i Tony’ego Bennetta spotkało się z pozytywnymi recenzjami. Howard Reich z Chicago Tribune wystawił pozytywną recenzję, mówiąc, że głos Gagi jest dobry, zaś Bennett jest w klasycznej formie. Bree Jackson z magazynu V opisał piosenkę jako świeże podejście do oryginału. Krytyk MTV News Gil Kaufman powiedział: "Gaga wyraźnie świetnie się bawi, robiąc wszystko, co w jej mocy na Broadwayu z mnóstwem energii i entuzjazmu". W Wielkiej Brytanii „Anything Goes” zadebiutował na 174. miejscu UK Singles Chart w tygodniu kończącym się 9 sierpnia 2014 roku. Dodatkowo znalazł się na listach przebojów w: Hiszpanii, Francji, Meksyku, Japonii oraz we Włoszech.      
Piosenka została po raz pierwszy wykonana na żywo 16 października 2014, podczas występu Gagi i Benetta w programie Strictly Come Dancing. Był to również pierwszy utwór wykonywany podczas trasy koncertowej Cheek to Cheek Tour oraz jeden z utworów śpiewanych przez Gagę podczas rezydencji Jazz & Piano Vegas. Piosenka została wykonana podczas koncertu One Last Time: an Evening with Tony Bennett and Lady Gaga w 2021.   

### Notowania
| Lista przebojów                      | Najwyższa pozycja |
| ------------------------------------ | ----------------- |
| Belgia (Ultratop Flandria)           | 53                |
| Belgia (Ultratop Walonia)            | 39                |
| Francja (SNEP)                       | 178               |
| Włochy (FIMI)                        | 65                |
| Rosja Airplay (Tophit)               | 223               |
| Hiszpania (Promusicae)               | 40                |
| UK Singles (Official Charts Company) | 174               |
| US Jazz Digital Songs (Billboard)    | 1                 |